# Hamri Al-Assad
Hamri Al-Assad es un personaje de ficción en la serie de televisión estadounidense 24. Al-Assad fue alguna vez un reconocido líder terrorista de Medio Oriente, que con su discurso llamó muchas veces a "la destrucción de los Estados Unidos". Ahora aparece en el país por razones desconocidas, pero la UAT lo ha relacionado con una destructiva ola de ataques terroristas que está asolando al país.

## Perfil
Al-Assad era un terrorista reconocido, y un líder muy apreciado entre muchas organizaciones del Medio Oriente. Durante al menos 20 años, fue el baluarte de varias organizaciones terroristas, y él mismo condujo atentados muchas veces.
Al-Asssad encargó a uno de sus seguidores más activos, Abu Fayed, a que buscara la forma de adquirir material para bombas nucleares, en algún momento años antes de la sexta temporada. Como resultado, Fayed estableció un vínculo con el exgeneral ruso Dmitri Gredenko, quien por medio de un futuro tratado entre Estados Unidos y Rusia planeaba hacerse del material.
Sin embargo, en algún momento previo a su aparición en la serie, Al-Assad se hartó de la tendencia destructiva de sus seguidores, en especial Abu Fayed; desilusionado de ese estilo de vida, decidió que podía llamar a una nueva clase de movimiento, esta vez basado en el activismo político y las relaciones internacionales, para lograr sus fines. Con este objetivo en mente, infiltra los Estados Unidos para detener la oleada de ataques terroristas que asola al país.

## Hamri Al-Assad en 24

### Temporada 6
Al-Assad se encuentra escondido en alguna parte de Los Ángeles. Un colaborador suyo, Abu Fayed, ofrece a la UAT entregarles su ubicación, a cambio de, entre otras cosas, la vida de Jack Bauer. Sin embargo, Fayed revela a Jack que Al-Assad está en realidad en Estados Unidos para detener a Fayed mismo, quien cree que Assad es un traidor a la causa. Jack logra escapar y salvar a Al-Assad del ataque de la UAT.
Jack y Al-Assad trabajando en equipo, localizan a dos hombres que bajo órdenes de Fayed planean una bomba suicida en el Metro de Los Ángeles. Jack logra evitar el ataque, y luego con ayuda de Al-Assad siguen al hombre guía para que los lleve ante Fayed. Como parte de una maniobra para acercarse al hombre guía sin ser detectados, fingen un accidente automovilístico luego de lo cual Al-Assad lleva al guía en su automóvil, pero al bajarse y ser rodeado por la UAT, se suicida. En el lugar, Al-Assad reconoce esquemas para un aparato de detonación nuclear, lo que de inmediato gatilla alarmas en la UAT.
La Casa Blanca, reconociendo su error, ofrece a Al-Assad un perdón total por sus acciones. Sin embargo, Curtis Manning de la UAT no está dispuesto a aceptarlo puesto que Assad masacró a hombres de Curtis en Tormenta del Desierto. Jack se ve forzado a asesinar a Curtis para proteger a Assad, ya que sólo él puede llevarlos a los hombres que saben manipular los dispositivos nucleares.
Tras un interrogatorio en la UAT, Al-Assad entrega el nombre de Dmitri Gredenko, un general ruso con quien Assad había tenido tratos para adquirir material nuclear. En ese momento, Fayed y Gredenko están trabajando juntos, habiendo el primero provisto equipamiento y personal para operar bombas atómicas.
Hamri Al-Assad es transferido inmediatamente a Washington D. C., donde se reúne con el presidente Wayne Palmer para preparar un plan de apoyo mediático a la nación, en los términos de su pacto de indulto que incluyen que realizará acciones para apoyar el cese de la amenaza terrorista. Sin embargo, Al-Assad percibe que su presencia es un problema. En algún momento, mientras conversa con Palmer acerca de la forma en la cual su admniistración puede percibir este esfuerzo, le advierte: Vendrán por Usted....
Hamri Al-Assad y Wayne Palmer se aprestan al último ensayo antes del discurso nacional. Al subir al podio, Al-Asad percibe un goteo extraño bajo éste, y al examinarlo descubre una bomba. Al-Assad sólo alcanza a advertir con un grito y lanzarse sobre Wayne Palmer para cubrirlo, antes de la explosión que devasta el salón. Con este valiente esfuerzo, Al-Assad muere en la explosión.
El vicepresidente de los Estados Unidos, Noah Daniels, declara que Al-Assad fue el culpable del atentado y que su intención original era atacar Estados Unidos desde adentro. Bajo esta premisa, inicia una campaña del terror incluyendo amenazas nucleares contra países de Medio Oriente. Sólo Jack Bauer, Tom Lennox y Wayne Palmer conocen la verdad sobre el esfuerzo de Assad.
- Datos: Q9001951